# 葡萄酒之路旁诺伊施塔特
葡萄酒之路旁诺伊施塔特（德語：Neustadt an der Weinstraße）是德國萊茵蘭-普法爾茨州的非县辖城市，位於普法爾茨州葡萄酒之路（Weinstraße）中部，是德國葡萄酒的釀造中心之一。諾伊施塔特也以它的汉巴赫城堡（Hambacher Schloss）而出名。

## 景观
诺伊施塔特是著名的旅游区，古色古香的市中心由一个集市广场组成，周边围绕着许多半木结构的民居；当地著名的大学是始建于1578 年的Casimirianum大学。

## 气候
诺伊施塔特的气候可谓是全德国最为温暖的，夏季常常出现高达30至35摄氏度的气温。

## 经济
诺伊施塔特的经济支柱是旅游业以及酿酒业。该地最大的投资商为世界最大化工公司之一、坐落于路德维希港的巴斯夫股份公司（BASF）。

## 交通
诺伊施塔特在交通方面极具优势，其至像曼海姆、海德堡、法兰克福及路德维希港等大城市一般只需不到半小时的车程。

## 文化
诺伊施塔特的标志是当地神话中一种名为“埃尔韦特里奇”（Elwetritsch）的生物，传说中为一种半人半兽、行为似人的飞鸟。有关其的资料被篆刻在市中心的一口井上。

## 市镇区划
诺伊施塔特下划有九个城区，其为汉巴赫（Hambach）、迪德斯费尔德（Diedesfeld）、杜特韦勒（Duttweiler)、盖恩斯海姆（Geinsheim）、吉默尔丁根（Gimmeldingen）、哈尔特（Haardt）、柯尼希斯巴赫（Königsbach）、拉亨-施派尔多夫（Lachen-Speyerdorf）以及穆斯巴赫（Mußbach）。其中，汉巴赫区以始于1832年的在汉巴赫城堡举办的汉巴赫节（Hambacher Fest）而声明远扬。

## 历史
| 时间              | 历史事件                                                                                         |
| ----------------- | ------------------------------------------------------------------------------------------------ |
| 774 年            | 在温钦根（Winzingen）、拉亨及施派尔多夫地区首次出现有记载的村庄活动。                            |
| 1200 年前后       | 由普法尔茨伯爵路易一世下令建设的沃尔夫斯堡城堡（Wolfsburg）完工。                                |
| 13 世纪前期       | 城市建立。                                                                                       |
| 1275 年           | 城市权力得以下放。                                                                               |
| 1797 年           | 诺伊施塔特脱离普法尔茨选侯国管辖。                                                               |
| 1797 年 - 1815 年 | 诺伊施塔特隶属法国管辖，下属唐纳山省管辖。                                                       |
| 1816 年 - 1945 年 | 诺伊施塔特隶属于巴伐利亚行政区划。                                                               |
| 1832 年           | 多达三万人在汉巴赫城堡举行了以“民主与统一”为主题的游行示威活动，这也被人们认为是汉巴赫节的起源。 |
| 1847 年           | 通达诺伊施塔特以及路德维希港的铁路正式通车。                                                     |
| 1892 年           | 温钦根正式并入诺伊施塔特的管辖范围。                                                             |
| 1969 年 - 1974 年 | 诺伊施塔特周围 9 个市镇相继并入诺伊施塔特市的管辖范围。                                          |

## 友好城市
- 中华人民共和国泉州市
- 英国林肯郡林肯
- 法国马孔
- 德国韦尼格罗德
- 美国新罕布什爾州曼徹斯特
- 土耳其耶尼谢希尔
- 荷兰埃赫特-叙斯特伦